# Communauté de communes de Bénévent-Grand-Bourg
Die Communauté de communes de Bénévent-Grand-Bourg (offizielle Schreibweise: Communauté de communes de Bénévent Grand Bourg) ist ein französischer Gemeindeverband mit der Rechtsform einer Communauté de communes im Département Creuse in der Region Nouvelle-Aquitaine. Er wurde am 13. Juli 2000 gegründet und umfasst 16 Gemeinden (Stand: 1. Januar 2020). Der Verwaltungssitz befindet sich in der Gemeinde Le Grand-Bourg.

## Historische Entwicklung
Mit Wirkung vom 1. Januar 2017 fusionierte der Gemeindeverband mit 
- Communauté de communes du Pays Sostranien sowie
- Communauté de communes du Pays Dunois

und bildete so die Communauté de communes Monts et Vallées Ouest Creuse. Bei dieser Gelegenheit bildeten die Gemeinden Saint-Étienne-de-Fursac und Saint-Pierre-de-Fursac eine Commune nouvelle mit dem Namen Fursac.
Das Verwaltungsgericht in Limoges annullierte die Fusion zum 31. Dezember 2019.

## Mitgliedsgemeinden
| Gemeinde                                       | Einwohner 1. Januar 2022 | Fläche km² | Dichte Einw./km² | Code INSEE | Postleitzahl |
| ---------------------------------------------- | ------------------------ | ---------- | ---------------- | ---------- | ------------ |
| Arrènes                                        | 205                      | 22,56      | 9                | 23006      | 23210        |
| Augères                                        | 117                      | 12,43      | 9                | 23010      | 23210        |
| Aulon                                          | 163                      | 10,86      | 15               | 23011      | 23210        |
| Azat-Châtenet                                  | 116                      | 9,51       | 12               | 23014      | 23210        |
| Bénévent-l’Abbaye                              | 767                      | 11,56      | 66               | 23021      | 23210        |
| Ceyroux                                        | 125                      | 12,13      | 10               | 23042      | 23210        |
| Chamborand                                     | 243                      | 11,18      | 22               | 23047      | 23240        |
| Châtelus-le-Marcheix                           | 310                      | 43,20      | 7                | 23056      | 23430        |
| Fleurat                                        | 307                      | 12,30      | 25               | 23082      | 23320        |
| Fursac                                         | 1.433                    | 59,03      | 24               | 23192      | 23290        |
| Le Grand-Bourg                                 | 1.182                    | 78,91      | 15               | 23095      | 23240        |
| Lizières                                       | 236                      | 14,67      | 16               | 23111      | 23240        |
| Marsac                                         | 642                      | 19,67      | 33               | 23124      | 23210        |
| Mourioux-Vieilleville                          | 523                      | 25,20      | 21               | 23137      | 23210        |
| Saint-Goussaud                                 | 160                      | 24,30      | 7                | 23200      | 23430        |
| Saint-Priest-la-Plaine                         | 256                      | 21,90      | 12               | 23236      | 23240        |
| Communauté de communes de Bénévent-Grand-Bourg | 6.785                    | 389,41     | 17               | –          | –            |